# Anabel Medina Ventura
Anabel Medina Ventura (República Dominicana, 15 de diciembre de 1996) es una atleta olímpica de República Dominicana que consiguió la medalla de plata en la prueba de 4x400 metros mixtos en pista durante Juegos Olímpicos de Tokio 2020 junto a Lidio Andrés Feliz, Marileidy Paulino y Alexander Ogando.

## Palmarés internacional
| Juegos Olímpicos | Juegos Olímpicos | Juegos Olímpicos | Juegos Olímpicos    |
| Año              | Lugar            | Medalla          | Prueba              |
| ---------------- | ---------------- | ---------------- | ------------------- |
| 2021             | Tokio ( Japón)   | Medalla de plata | 4x400 metros mixtos |